# Aerangis somalensis
Aerangis somalensis é uma espécie de orquídea monopodial epífita, família Orchidaceae, que habitao sudoeste da Etiópia, Quenia, Tanzânia, Malawi e Zimbábue.